# Godła republik związkowych Jugosławii
Godła republik wchodzących w skład Socjalistycznej Federalnej Republiki Jugosławii, inaczej niż godła wielu państw socjalistycznych, a zwłaszcza ZSRR i wchodzących w jego skład republik, często nawiązywały do historycznych symboli danego kraju. Godła te zawierały pewne stałe elementy, były to: otok z wieńców złożonych ze stylizowanych kłosów zbóż, i niekiedy kwiatów, oraz znajdująca się u góry, u zbiegu obu wieńców czerwona gwiazda, Wieńce z kłosów były tradycyjnym symbolem pojawiającym się w godłach niemal wszystkich socjalistycznch państw; podkreslały one rolę pracy, a zwłaszcza rolnictwa. Czerwona gwiazda jest symbolem ruchu robotniczego, a także jednym z symboli socjalistycznej Jugosławii, obecnym na jej fladze. Pozostałe elementy są odmienne dla każdej republiki.

## Godła poszczególnych republik wchodzących w skład SFR Jugosławii
| Republika                                    | Herb sprzed 1914 roku | Herb w 1989 roku | Herb alternatywny | Herb w 1991 roku | Herb w 2018 roku | Opis |
| -------------------------------------------- | --------------------- | ---------------- | ----------------- | ---------------- | ---------------- | --- |
| Socjalistyczna Republika Bośni i Hercegowiny |                       |                  |                   |                  |                  | Masyw górski umieszczony w godłe SR Bośni i Hercegowiny wskazuje na górski charakter kraju; dymiący komin jest symbolem przemysłu. Godło tej republiki zaprojektowano od podstaw. |
| Socjalistyczna Republika Chorwacji           |                       |                  |                   |                  |                  | Umieszczona centralnym miejscu godła SR Chorwacji czerwono-biała szachownica jest tradycyjnym godłem Chorwacji od pocz. XVI w. (bardziej szczegółowe informacje - patrz: herb Chorwacji), zaś fale morskie wskazują na znaczenie Adriatyku w życiu republiki. Wschodzące słońce symbolizuje nowy początek, nową epokę w życiu kraju. |
| Socjalistyczna Republika Czarnogóry          |                       |                  |                   |                  |                  | Szczyt górski w centralnym miejscu godła to góra Łowczen (Lovćen) z kaplicą-mauzoleum władyki (księcia-biskupa) Piotra II Petrowicia-Niegosza, zaś fale podkreślają zdobycie przez Czarnogórę dostępu do morza w wyniku walk narodowowyzwoleńczych przeciw Turcji. Ciemny (szary) kolor skał związany jest z nazwą republiki - „Czarnogóra” (w innych godłach republik SFRJ przedstawione góry mają kolor niebieski). Godło to w żaden sposób nie nawiązuje do tradycyjnego symbolu tej republiki. |
| Socjalistyczna Republika Macedonii           |                       |                  |                   |                  |                  | Góra zajmująca centralne miejsce w SR Macedonii godle wskazuje na górzysty charakter kraju, zaś znajdujące się u jej podnóża zbiornik wodny symbolizuje Jezioro Ochrydzkie. Słońce może nawiązywać do godła starożytnej Macedonii, ale interpretacja ta nie jest pewna, jako że podobieństwo nie jest duże, a poza tym wizerunek słońca występuje też w godle SR Chorwacji i SR Serbii. Z powodu nieporozumień z Grecją dotyczących wykorzystania starożytnych macedońskich symboli państwowych, oraz kontrowersji między Macedończykami a mniejszością albańską, godło SR Macedonii pozostaje nadal godłem niepodległej Republiki Macedonii (czerwoną gwiazdę usunięto dopiero w 2009). |
| Socjalistyczna Republika Serbii              |                       |                  |                   |                  |                  | Godło SR Serbii zawiera 4 cyrylickie litery „С” (w tym dwie odwócone). Litery te w tradycyjnym (a także aktualnym) herbie Serbii otaczają tzw. krzyż serbski – stary serbski symbol państwowy, niemniej z godła SR Serbii sam krzyż został usunięty, a o jego obecności świadczy tylko układ wspomnianych liter. Znajdujące się u dołu koło zębate symbolizuje przemysł. Wschodzące słońce wskazuje na rozpoczęcie nowego, pozytywnego rozdziału w życiu kraju. |
| Socjalistyczna Republika Słowenii            |                       |                  |                   |                  |                  | Podstawowym elementem godła SR Słowenii jest Triglav – najwyższa góra kraju, tradycyjny symbol Słoweńców i emblemat Frontu Wyzwolenia podczas II wojny światowej. Obecne godło niepodległej Słowenii także zawiera wizerunek tego szczytu. |

| Godło Królestwa Serbów, Chorwatów i Słoweńców oraz Królestwa Jugosławii | Godło Federacyjnej Ludowej Republiki Jugosławii | Godło Socjalistycznej Federacyjnej Republiki Jugosławii | Godło Federalnej Republiki Jugosławii oraz Serbii i Czarnogóry |
| ----------------------------------------------------------------------- | ----------------------------------------------- | ------------------------------------------------------- | -------------------------------------------------------------- |
|                                                                         |                                                 |                                                         |                                                                |